# Finse ijshockeyploeg (mannen)

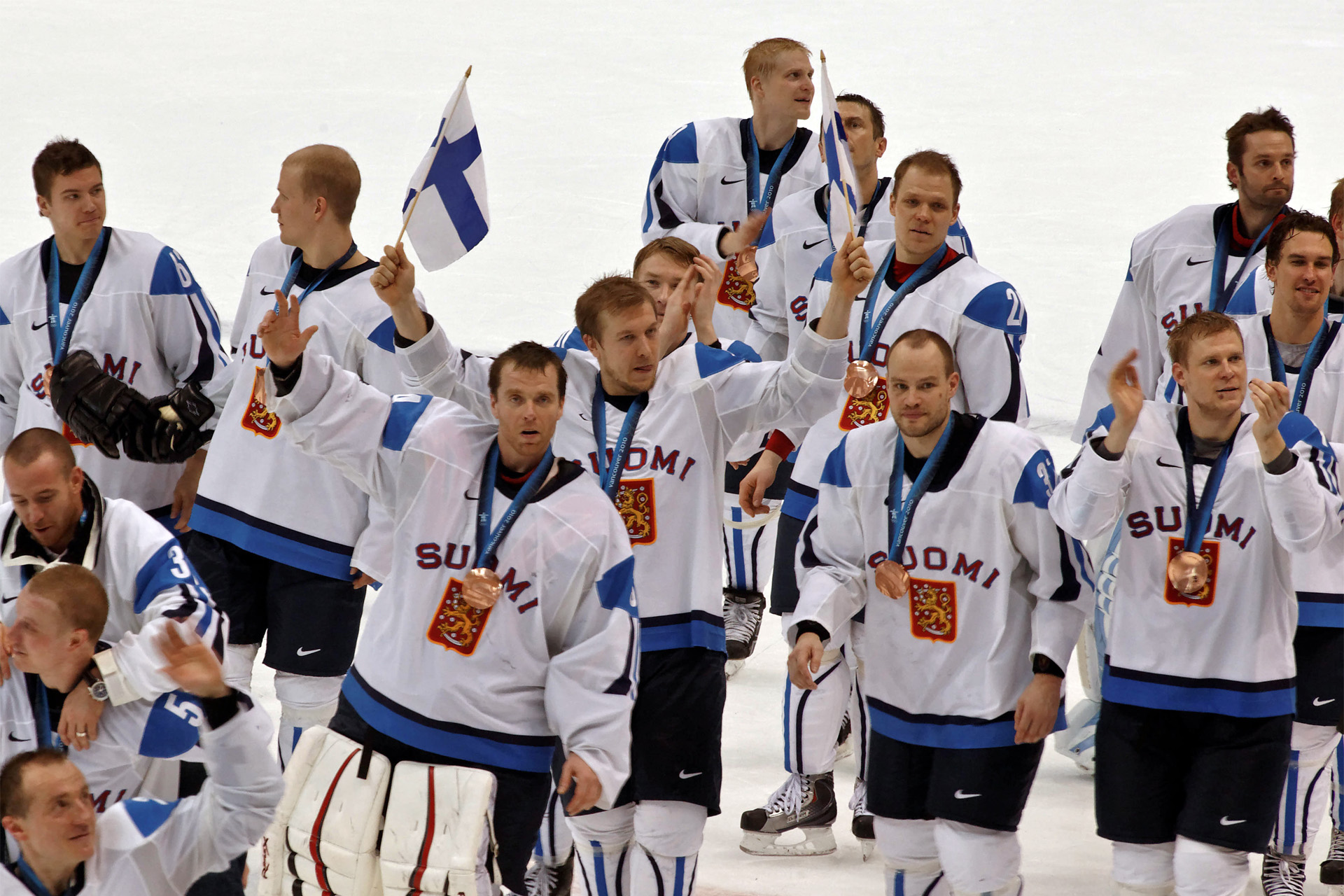
de Finse ijshockeyploeg in 2010

De Finse ijshockeyploeg is een team van ijshockeyers dat Finland vertegenwoordigt bij internationale wedstrijden.
Het team maakt deel uit van de Finse ijshockeybond en wordt beschouwd als een van de ' Big Seven ' van het internationale ijshockey, naast de Verenigde Staten, Canada, Rusland, Zweden, Tsjechië en Slowakije. Finland staat momenteel (2 juni 2022) 1e op de wereldranglijst.
De eerste wereldtitel won men in 1995 in en tegen buurland Zweden. In 2011 kwam daar na 16 jaar een tweede wereldtitel bij na wederom een overwinning op Zweden. In 2019 kwam de derde wereldtitel na een overwinning op Canada. In 2022 kwam de vierde wereldtitel na weer een overwinning op Canada. Op de Olympische Winterspelen won men tot nu toe 2 zilveren en 2 bronzen medailles en in 2022 hun 1e gouden medaille.
1920:  Canada · 
1924:  Canada · 
1928:  Canada · 
1932:  Canada · 
1936:  Groot-Brittannië · 
1948:  Canada · 
1952:  Canada · 
1956:  Sovjet-Unie · 
1960:  Verenigde Staten · 
1964:  Sovjet-Unie · 
1968:  Sovjet-Unie · 
1972:  Sovjet-Unie · 
1976:  Sovjet-Unie · 
1980:  Verenigde Staten · 
1984:  Sovjet-Unie · 
1988:  Sovjet-Unie · 
1992:  GOS · 
1994:  Zweden · 
1998:  Tsjechië · 
2002:  Canada · 
2006:  Zweden · 
2010:  Canada · 
2014:  Canada · 
2018:  Olympische atleten uit Rusland · 
2022:  Finland
1920:  Canada · 
1924:  Canada · 
1928:  Canada · 
1930:  Canada · 
1931:  Canada · 
1932:  Canada · 
1933:  Verenigde Staten · 
1934:  Canada · 
1935:  Canada · 
1936:  Groot-Brittannië · 
1937:  Canada · 
1938:  Canada · 
1939:  Canada · 
1947:  Tsjecho-Slowakije · 
1948:  Canada · 
1949:  Tsjecho-Slowakije · 
1950:  Canada · 
1951:  Canada · 
1952:  Canada · 
1953:  Canada · 
1954:  Sovjet-Unie · 
1955:  Canada · 
1956:  Sovjet-Unie · 
1957:  Zweden · 
1958:  Canada · 
1959:  Canada · 
1960:  Verenigde Staten · 
1961:  Canada · 
1962:  Zweden · 
1963:  Sovjet-Unie · 
1964:  Sovjet-Unie · 
1965:  Sovjet-Unie · 
1966:  Sovjet-Unie · 
1967:  Sovjet-Unie · 
1968:  Sovjet-Unie · 
1969:  Sovjet-Unie · 
1970:  Sovjet-Unie · 
1971:  Sovjet-Unie · 
1972:  Tsjecho-Slowakije · 
1973:  Sovjet-Unie · 
1974:  Sovjet-Unie · 
1975:  Sovjet-Unie · 
1976:  Tsjecho-Slowakije · 
1977:  Tsjecho-Slowakije · 
1978:  Sovjet-Unie · 
1979:  Sovjet-Unie · 
1981:  Sovjet-Unie · 
1982:  Sovjet-Unie · 
1983:  Sovjet-Unie · 
1985:  Tsjecho-Slowakije · 
1986:  Sovjet-Unie · 
1987:  Zweden · 
1989:  Sovjet-Unie · 
1990:  Sovjet-Unie · 
1991:  Zweden · 
1992:  Zweden · 
1993:  Rusland · 
1994:  Canada · 
1995:  Finland · 
1996:  Tsjechië · 
1997:  Canada · 
1998:  Zweden · 
1999:  Tsjechië · 
2000:  Tsjechië · 
2001:  Tsjechië · 
2002:  Slowakije · 
2003:  Canada · 
2004:  Canada · 
2005:  Tsjechië · 
2006:  Zweden · 
2007:  Canada · 
2008:  Rusland · 
2009:  Rusland · 
2010:  Tsjechië · 
2011:  Finland · 
2012:  Rusland · 
2013:  Zweden · 
2014:  Rusland · 
2015:  Canada · 
2016:  Canada · 
2017:  Zweden ·
2018:  Zweden ·
2019:  Finland · 
2021:  Canada · 
2022:  Finland · 
2023:  Canada